# السا آگیره
السا آگیره (انگلیسی: Elsa Aguirre؛ زادهٔ ۲۵ سپتامبر ۱۹۳۰) بازیگر اهل مکزیک است. از فیلم‌ها یا برنامه‌های تلویزیونی که وی در آن نقش داشته است می‌توان به غول اشاره کرد.